# Lapa Daya
Lapa Daya is een bestuurslaag in het regentschap Sumenep van de provincie Oost-Java, Indonesië. Lapa Daya telt 860 inwoners (volkstelling 2010).